# 広州国際モーターショー
広州国際モーターショー（こうしゅうこくさい-、广州国际汽车展览会）は毎年11月または12月に中華人民共和国の広州市で開催される自動車展示会である。会場は、中国進出口商品交易会展館。
国際自動車工業連合会（本部：パリ）から認定された自動車展示会には含まれていない。

## 開催
- 第10回：2012年11月22日～12月2日
- 第9回：2011年11月22日～28日:琶洲中国進出口商品交易会展覧館
- 第8回：2010年12月20日～27日
- 第7回：2009年11月23日～30日
- 第6回：2008年11月19日～25日
- 第5回：2007年11月19日～26日
- 第4回：2006年7月24日～31日
- 第3回：2005年11月21日～28日
- 第2回：2004年11月23日～29日
- 第1回：2003年11月